# منزل علمي
منزل علمي (بالفارسية: خانه علمی) هو منزل تاريخي يعود إلى عصر الدولة البهلوية، ويقع في مقاطعة بردسكن، مدينة بردسكن، شارع طالقاني، ركن الزقاق العلمي.